# Pothyne incerta
Pothyne incerta är en skalbaggsart som beskrevs av Stefan von Breuning 1942. Pothyne incerta ingår i släktet Pothyne och familjen långhorningar. Inga underarter finns listade i Catalogue of Life.